# 山陵奉行
山陵奉行（さんりょうぶぎょう）は、幕末期に置かれた江戸幕府の職のひとつで、山陵の管理、修補を掌った。幕府の職でありながら朝廷が任命するという、幕末の尊皇攘夷の政治情勢を反映したものであった。

## 概要
文久2年（1862年）、宇都宮藩主戸田忠恕の建白によって、宇都宮藩に、諸陵修補に関するいっさいのことが委任された。宇都宮藩家老間瀬和三郎（戸田忠至）は、藩主に代わって西上し、修陵に当たった。ここにおいて山陵奉行が置かれ、修陵事務を統轄させられた。10月22日、大納言坊城俊克邸において口達をもって間瀬和三郎が山陵奉行に任じられた。
文久3年（1863年）正月に間瀬和三郎は大和守に叙任され、元治元年（1864年）正月29日、神武天皇陵修補完成の功を賞して「永々山陵奉行仰附らる」ることとなった。
明治元年（1868年）2月21日、山陵修補奉行と改称され、なおも大和守をもって補任されたが、7月28日あらたに山陵総管と副官が置かれ、総管に万里小路博房、副官に戸田忠至が補され、奉行は廃された。